# Blackstone (finance)
 (novembre 2022).
Si vous disposez d'ouvrages ou d'articles de référence ou si vous connaissez des sites web de qualité traitant du thème abordé ici, merci de compléter l'article en donnant les références utiles à sa vérifiabilité et en les liant à la section « Notes et références ».
Pour les articles homonymes, voir Blackstone.
Ne doit pas être confondu avec BlackRock.
Blackstone Group est un fonds d'investissement américain fondé en 1985 par Peter G. Peterson et Stephen A. Schwarzman, tous deux issus de l'ancienne banque d'affaires new-yorkaise Lehman Brothers. L'entreprise est basée à New York et possède des bureaux à Atlanta, Boston, Londres, Hambourg, Paris, Mumbai, Sydney et Hong Kong.
Les activités du groupe étaient initialement centrées autour des opérations de fusion-acquisition, mais le développement de l'entreprise l'a conduite à se diversifier vers des domaines tels que le capital-investissement, la gestion alternative d'immobilier, la dette d'entreprise et le conseil en réorganisation, notamment auprès des entreprises en difficulté.
Blackstone est connu pour ses investissements majeurs parmi lesquels TDC A/S au Danemark, Nielsen Company aux Pays-Bas et les hôtels Hilton. Le groupe est également présent dans le domaine des parcs de loisirs, grâce à ses filiales Merlin Entertainments et SeaWorld Parks & Entertainment et constitue le principal concurrent de Disney à l'échelle mondiale.
En juin 2007, l'entreprise a fait une entrée record dans la Bourse de Wall Street, toutefois en dessous des attentes, avec une capitalisation de 4 milliards de dollars américains.

## Histoire

### Les débuts de Blackstone
Blackstone est fondé en 1985 par deux anciens de Lehman Brothers, Peter George Peterson et Stephen A. Schwarzman, à partir d'un capital initial de 400 000 USD. L'origine du nom de Blackstone est liée aux noms des deux cofondateurs : Schwarz signifie noir en allemand (black en anglais), et « Peter », du grec petra, signifie pierre (stone en anglais).
En 1987, Roger C. Altman, un des banquiers d'affaires les plus réputés de Wall Street, les rejoint, après avoir quitté Lehman Brothers lui aussi. Il quittera Blackstone en 1992 pour rejoindre le gouvernement de Bill Clinton, en tant que secrétaire du Trésor des États-Unis.
Blackstone est à l'origine une société spécialisée dans les opérations de fusion-acquisition, dont le premier fait d'armes remonte à 1987, avec la fusion de deux banques d'affaires, E. F. Hutton & Co. et Shearson Lehman Brothers. L'année suivante, Blackstone est également impliquée dans la cession par CBS Records de CBS, à Sony.
Au début de l'année 1987, Blackstone entreprend de diversifier ses activités et va rapidement devenir un des leaders mondiaux du capital-investissement. Ainsi, après deux années lors desquelles Blackstone s'était focalisé sur ses activités de conseil, les fondateurs de Blackstone, estimant que la majeure partie des situations nécessitait la présence d'un investisseur, ont décidé de réorienter leurs activités vers un modèle plus proche de celui des banques commerciales.
L'activité croît rapidement, et en 1988, Nikko Securities, qui avait été partie prenante dans la constitution du premier fonds de Blackstone, acquiert 20 % du capital du groupe pour 100 millions USD, valorisant ainsi Blackstone à 500 millions USD. L'investissement de Nikko rend possible des acquisitions majeures, comme celle de   CNW Corporation en juin 1989.

### Développement
Les années 1990 sont le témoin du développement international du groupe. En 1990, Blackstone noue des partenariats au Royaume-Uni et en France (avec Indosuez, devenu depuis Crédit agricole Corporate and Investment Bank). Une cellule européenne est constituée en 1991 pour promouvoir le groupe à l'international.
En parallèle, Blackstone poursuit également sa diversification, avec la création de fonds de fonds, spécialisé dans les fonds de pension, et les débuts de l'activité immobilière. En effet, le groupe procède à plusieurs acquisitions majeures, comme les chaînes d'hôtels Ramada et Howard Johnson en 1990 et Days Inn en 1991. En 1993, c'est la chaîne Super 8 Motels qui est rachetée.
Dans les années 2000, le groupe est devenu un acteur majeur dans le domaine des parcs de loisirs en rachetant plusieurs chaînes de parcs telles que Legoland en 2005 mais surtout :
- Hilton Group en juillet 2007 pour plus de 20 milliards de dollars ;
- Tussauds Group en 2007 pour 1 milliard GBP, par le biais de sa filiale Merlin Entertainments déjà très présente en Europe ;
- Busch Entertainment Corporation, devenu SeaWorld Parks & Entertainment pour 2,7 milliards USD, aux États-Unis en 2009.

Blackstone est ainsi devenu le principal concurrent de The Walt Disney Company et de sa filiale Walt Disney Parks and Resorts à l'échelle mondiale. Cette situation était davantage marquée en Floride où le groupe détenait l'ensemble des principaux parcs autour du Walt Disney World Resort, y compris Universal Orlando Resort, à la suite d'un partenariat avec NBC Universal.
Le 7 juin 2011, Blackstone vend sa participation à NBC Universal qui débourse 1 milliard 25 millions de dollars pour devenir l'unique actionnaire de Universal Orlando Resort.
En septembre 2015, Blackstone acquiert le fond immobilier Strategic Hotels & Resorts pour 6 milliards de dollars.

### Une valeur de marché supérieure à Goldman Sachs et Morgan Stanley
En mars 2020, le fonds d'investissement Blackstone dépasse les banques d'investissement Goldman Sachs et Morgan Stanley en matière de capitalisation boursière. Ce dépassement des deux principales banques d'investissement de Wall Street prouve, selon différents observateurs, que les jeunes fonds d'investissement créés durant les années 1980 sont désormais capables de rivaliser avec les acteurs historiques de la place de New York. En effet, Goldman Sachs, qui compte aujourd'hui 38 300 travailleurs dans le monde, a été fondée en 1869, tandis que Morgan Stanley, qui compte plus de 60 000 employés pour sa part, a été fondée en 1935.
Parmi les principaux éléments avancés pour expliquer cette évolution dans les rapports de force entre les fonds d'investissement comme Blackstone et les banques d'investissement comme Goldman Sachs et Morgan Stanley, figurent d'une part les conséquences de la crise financière de 2007-2008, avec notamment de la part de l'administration américaine une volonté accrue de réglementer les banques d'investissement, de l'autre la crise sanitaire liée à la pandémie de Covid-19 qui aurait grandement contribué à l'accélération dans l'évolution de l'équilibre des pouvoirs qui prévalait jusque-là.

## Actionnaires
Liste des principaux actionnaires au 21 novembre 2019:
| The Vanguard Group                                      | 5,29% |
| Capital Research & Management (World Investors)         | 4,62% |
| Henderson Global Investors                              | 2,71% |
| Janus Capital Management                                | 2,43% |
| MLP Investment Holdings                                 | 2,37% |
| Wellington Management                                   | 2,30% |
| Morgan Stanley Smith Barney                             | 2,30% |
| Egerton Capital                                         | 1,89% |
| Capital Research & Management (International Investors) | 1,85% |
| ClearBridge Investments                                 | 1,79% |

## Optimisation fiscale
Blackstone est évoquée en 2017 dans les Paradise Papers pour ses pratiques (légales) d'optimisation fiscale à l'aide des cabinets Appleby, PricewaterhouseCoopers (PwC) et Deloitte. The Guardian et la BBC citent notamment PwC comme l'artisan de l'achat d'un ensemble de bureaux (Chiswick Park (en)) à l'aide d'un schéma réduisant les impôts payés par Blackstone, et Deloitte comme auteur d'un schéma fiscal d'acquisition d'un centre commercial à Glasgow, le St. Enoch Centre (en), acheté en 2013 pour 190 millions de livres sans que Blackstone n'ait à s'acquitter de droits d'enregistrement (stamp duty),.

## Liens offshore (avec 12 autres conseillers, donateurs et membres du cabinet Trump)
Stephen Schwarzman, le PDG et cofondateur du Groupe Blackstone fait partie des conseillers, donateurs et membres du cabinet de Donald Trump, repéré par l'International Consortium of Investigative Journalists (ICIJ) comme hommes d'affaires proches alliés de Trump à Wall Street, et comme bénéficiant des réseaux de paradis fiscaux. Les autres conseillers et/ou donateurs auxquels Donald Trump est également redevable, et qu'il a souvent appelé voire nommé près de lui durant son mandat de président, et étant dans ce cas sont Rex Tillerson, Wilbur Ross, les frères Koch, Paul E. Singer, Sheldon G. Adelson, Steve Wynn, Thomas J. Barrack Jr., Gary Cohn, Robert Mercer, Carl Icahn, Geoffrey Harrison Palmer, Randal Quarles. Très opposé à la taxation des riches, Schwarzman a comparé le plan de l’administration Obama visant à augmenter les taxes dues par les dirigeants de Hedge funds à l‘« invasion de la Pologne par Hitler » (s’excusant ensuite de cette analogie qu'il a reconnue inappropriée).